# 바베이도스 올림픽 협회
바베이도스 올림픽 협회(영어: Barbados Olympic Association)는 바베이도스를 대표하는 국가 올림픽 위원회이다. IOC 코드는 BAR이다. 본부는 세인트마이클 교구에 있으며 범아메리카 스포츠 기구에 소속되어 있다.
1955년에 설립되었으며 같은 해에 국제 올림픽 위원회의 승인을 받았다. 올림픽, 팬아메리칸 게임, 중앙아메리카·카리브해 경기 대회, 코먼웰스 게임을 비롯한 국제 스포츠 대회에 참가하는 바베이도스의 선수들을 대표한다.

## 역사
1962년에 서인도 연방이 분해되면서 만들어진 바베이도스 올림픽 협회(BOA)는 1968년 하계 올림픽에 처음 참가했으며 그 때 이후로 모스크바에서 열린 1980년 하계 올림픽을 제외하고는 빠짐없이 참가했다. 현재 협회장은 스티프 스터우트(Steve Stoute)이며 사무총장은 얼스킨 시몬스(Erskine Simmons)이다.
2009년 5월 29일에 협회는 캐나다 올림픽 위원회와 양해각서(MOU)를 체결, 두 단체 간의 협력을 약속했다. MOU 체결에 대해서 캐나다 올림픽 위원회는 "양해각서를 체결하는 것은 바베이도스에 사는 우리의 동료들이 바베이도스와 캐나다의 선수와 코치들의 스포츠 발전을 향상시키는 데 보다 가깝게 할 수 있을 것이다." 라고 말했다.
이 MOU는 캐나다와 바베이도스의 스포츠 연맹 관계를 보다 발전시키며 양국의 선수 발전에 힘 쓴다는 두 협회의 맹세를 담고 있다. 또한 코치, 심판, 트레이너, 공직자, 세미나, 강좌, 카운슬링에 참가하기 위한 전문가 및 과학자들의 무료 상호교환이 들어가 있다.

## 같이 보기
- 올림픽 바베이도스 선수단